# إمارة إقريطش
إمارة إقريطش أو إمارة كريت دولة إسلامية أُقيمت على جزيرة كريت في البحر الأبيض المتوسط منذ العقد الثاني من القرن التاسع الميلادي حتى سقوطها بأيدي البيزنطيين عام 961م. رغمَ اعتراف الإمارة بتبعيتها للخليفة العباسي واحتفاظها بعلاقاتٍ وثيقةٍ مع مصر الطولونية إلا أنها كانت مُستقلةً بحكم الأمر الواقع.
فتح مجموعةٌ من الأندلسيين المنفيين جزيرة كريت عام 824 أو 827/828م (212هـ)، وأقاموا لهم دولةً مستقلةً على الفور. حاولت الدولة البيزنطية مراراً استعادة الجزيرة لكن محاولاتها باءت بالفشل الذريع، وظلّت الإمارة التي دعاها العرب إقريطش (أو أقريطش) ما ينوف عن 135 سنة من وجودها أحد خصوم بيزنطة الرئيسيين. تحكمت إقريطش بالممرات المائية في شرق البحر المتوسط وخاصة في بحر إيجه، وشكّلت قاعدةً مُتقدمةً وملاذاً آمناً للأساطيل الإسلامية التي اجتاحت شواطئ هذا البحر. لايُعرف الكثير تاريخياً عن الوضع الداخلي للإمارة، لكنّ من الواضح أنها عاشت حقبةً مزدهرةً ناجمةً عن اقتصادٍ مزدهرٍ قائمٍ على التجارة، والزراعة. سقطت الإمارة على يد نقفور الثاني الذي شنّ عليها حملةً ضخمةً عام 960-961م (350هـ)، ولم يعد المسلمون إلى الجزيرة لأكثر من سبعة قرونٍ عندما سقطت بيد العثمانيين ما بين 1645 و1669م/1080هـ فيما عُرف بحرب كريت.

## التاريخ

### محاولات المسلمين الأولى
كانت إقريطش هدفاً للمسلمين منذ بداية الفتوحات الإسلامية منتصف القرن السابع الميلادي (القرن الأول الهجري). أول ما تعرضت له الجزيرة كانت غارةً عام 654م (33هـ) على عهد الخليفة عثمان بن عفان، ثم كرةً أخرى عام 674م/675 الموافق لعام 55هـ إبان خلافة معاوية بن أبي سفيان ونجح المسلمون في السيطرة على أجزاءٍ منها بقيادة جنادة بن أبي أمية. كما احتُلت أجزاءٌ من الجزيرة مؤقتاً على عهد الخليفة الأموي الوليد بن عبد الملك (85-95هـ). جاءت محاولة أخرى عام 806م/190هـ أو 807 من قبل الأسطول الإسلامي بقيادة حميد بن معيوف الهمداني أثناء غزو هارون الرشيد للأناضول، لكنّ المسلمين طيلة القرن الثامن لم يتمكنوا من السيطرة على الجزيرة إلا لماماً (إن من حيث الرقعة الجغرافية أو المدة الزمنية)، وبقيت رغم تكرار الهجمات بأيدي البيزنطيين عموماً. يرجع الفشل في تحقيق ذلك إلى موقع إقريطش النائي عن القواعد البحرية الإسلامية في الشام ومصر.

### فتح إقريطش
بدأ الفتح الإسلامي لإقريطش بوصول مجموعة من الأندلسيين المنفيين إليها خلال النصف الثاني من عهد الإمبراطور البيزنطي ميخائيل الثاني (820-829). كان هؤلاء الأندلسيون ناجون من قمع أمير الأندلس الحكم بن هشام بعد فشل محاولة تمردٍ ضده عام 818م (202هـ) عُرفت باسم وقعة الربض. نُفي أهل ربض شقندة الواقعة جنوب قرطبة بعدما كفّ الحكم عنهم، فاستقر بعضهم في مدينة فاس بالمغرب، فيما توجّه آخرون بقيادة عمر بن حفص بن شعيب بن عيسى البلوطي المعروف باسم أبي حفص البلوطي إلى الإسكندرية وسيطروا عليها حتى عام 827 عندما حاصرهم عامل المأمون على مصر (الوالي) عبد الله بن طاهر وطردهم منها. مُختلفٌ في زمن وصول المسلمين إلى إقريطش، ففي حين تذكره المصادر الإسلامية عام 827 أو 828 (212هـ) بعد طرد الأندلسيين من الإسكندرية، تذكر المصادر البيزنطية وصولهم بُعيْدَ قمع ثورة توماس الصقلبي عام 823م. يمكن الجمع بين الروايتين بأن قسماً من هؤلاء الأندلسيين قد فتح الجزيرة (عام 823م) في الوقت الذي اتجه فيه قسم آخر إلى الإسكندرية وبقي بها حتى طردوا منها فاتجهوا إلى إقريطش حيث استقر أقاربهم ومعارفهم السابقون، أو أن لهم غارتين عليها فشلت الأولى منهما فاتجهوا للإسكندرية ونزلوا بها زمناً، ثم بعدما طردوا منها عادوا لفتح إقريطش ثانية.

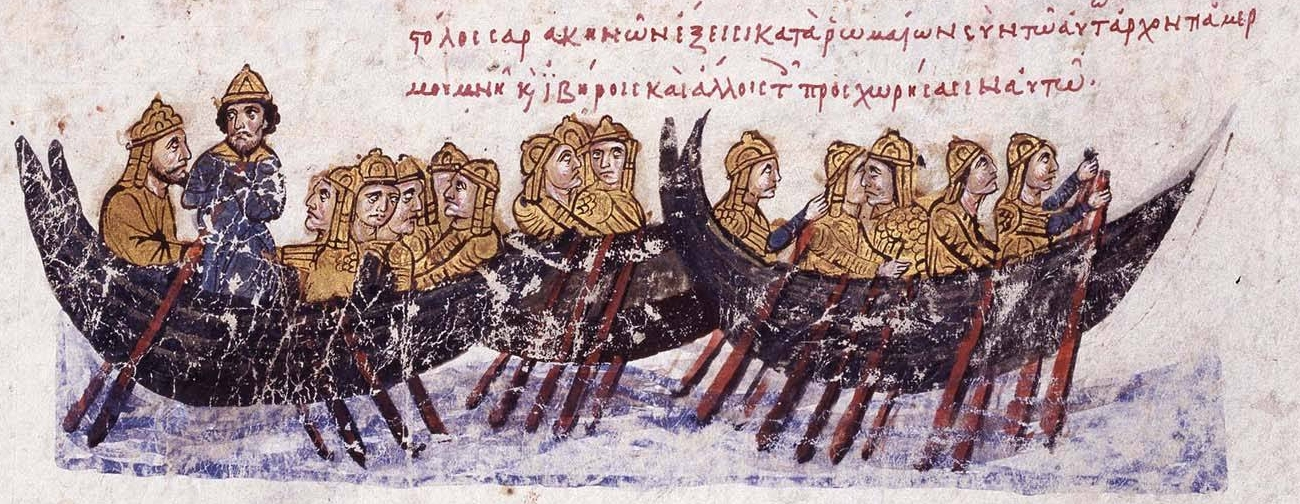
أسطول العرب يُبحر نحو جزيرة كريت. منمنمة من مخطوطة مدريد سكيلتزس.

غادر الأندلسيون بصحبة عائلاتهم الإسكندرية في أربعين سفينةً بموجب شروط الاتفاق مع ابن طاهر. يُقدّر المؤرخ الأمريكي وارن تريدغولد -المختص بالتاريخ البيزنطي- عددهم بحوالي اثني عشر ألفاً، منهم ثلاثة آلاف مقاتلٍ، في حين تُقدرهم مصادر أخرى بحوالي خمسة عشر ألفاً. وفقاً للمؤرخين البيزنطيين كان الأندلسيون على درايةٍ بإقريطش كَونهم أغاروا عليها في السابق، كما يزعمون أنّهم خططوا مُسبقاً لاحتلالها (بمعنى الإقامة وليس إغارة فقط) بمجرد وصولهم (ما يرجح فرضية وقوع غزوين وأنهم اعتمدوا على خبرتهم المستفادة من الحملة الأولى)، وبدؤوا فعلياً محاولتهم عندما أضرم أبو حفص النيران في سفنهم، لكن نظراً إلى حقيقة إحضارهم أسرهم معهم يمكن التشكيك بهذه الرواية، خاصةً وأنهم بحاجةٍ للسفن كنواة أسطولٍ إذا ماأرادوا الاستقرار فعلاً. المكان الذي رسا به الأندلسيّون غير معروف. بعض المؤرخين يعتقدون أنه على الساحل الشمالي في خليج سودا أو بالقرب من المكان الذي بُنيت فيه عاصمتهم ربض الخندق لاحقاً. لكن ثمة من يعتقد أنّهم رسوا على الساحل الجنوبي ثم انتقلوا إلى المناطق الداخلية فالساحل الشمالي. تذكر المصادر الإسلامية أنّهم لم يلقوا مقاومةً تُذكر من سكان الجزيرة، وتُرجع ذلك إلى البغض الذي يكنّه السكان المحليون للبيزنطيين بسبب سوء سيرة عمّالهم (ولاتهم)، والظلم الضريبي والإداري، ولما اشتُهروا به من الهرطقة المُسمّاة اللاأيقونية.
أرسل ميخائيل الثاني البعثات المُتعاقبة حالما علم بمجيء العرب مُحاولاً استرداد الجزيرة قبل أن يحكموا سيطرتهم عليها بشكل كامل. لكن الخسائر التي تكبّدتها بيزنطة أثناء ثورة توماس الصقلبي حجّمت قدرتها على الحرب، أما إذا كان وصول المسلمين عام 827م/828 فإنّ فتح الأغالبة جزيرة صقلية دفع البيزنطيين إلى تشتيت قواهم وتحويل سفنهم ورجالهم صَوبها ما سهّل سقوط إقريطش. أُرسلت أولى الحملات لاسترداد الجزيرة بعد بضعة شهور من وقوعها بأيدي المسلمين بقيادة قائد ثغر الناطليق فوتينوس والكونت داميان، وكانت نتيجتها هزيمة القوات البيزنطية في معركةٍ مفتوحةٍ وقتل الكونت داميان وهروب فوتينوس. أُرسلت حملة أخرى من سبعين سفينةٍ عقب الأولى بعامٍ بقيادة قائد الثغر البحري كراتيروس حققت نجاحاتٍ في البداية وتمكنت من الإبرار (النزول إلى البر) بعد قتالٍ عنيفٍ، لكن البيزنطيين أفرطوا ثقةً بأنفسهم فتعرضوا لهجومٍ ليلاً على حين غرّة وقُتل منهم نفرٌ كثير. تمكن كراتيروس من الفرار إلى جزيرة كوس، لكنّ المسلمين قبضوا عليه وقتلوه، ويُقال صلبوه. ويعتقد المؤرخ ماكريبولياس أنّ هذه الحملات وقعت قبل انتهاء الأندلسيين من بناء عاصمتهم.

### غارات الإمارة والحملات البيزنطية

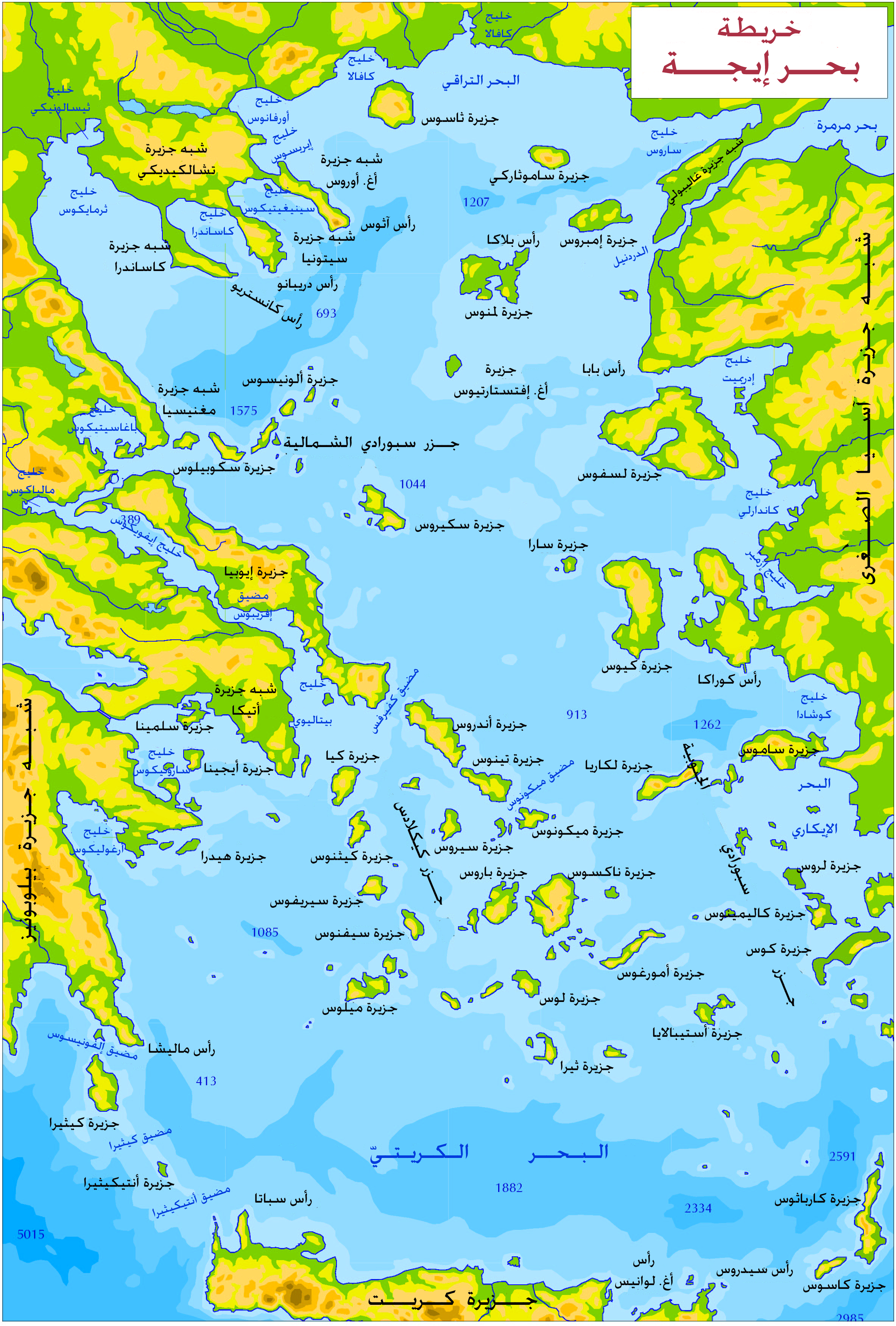
خريطة بحر إيجة، وتظهر أقريطش (كريت) في الأسفل.

صدّ أبو حفص البلوطي الهجمات البيزنطية وتمكّن من توحيد الجزيرة كلها تحت سيطرته، وبدأ يرسم الخطوط العريضة لسياسة دولته. حينذاك كان ينظر للخليفة في بغداد على أنه الحاكم العام واجب الطاعة على جميع المسلمين الذين يمكن نتيجة الظروف (الجغرافية، الاستراتيجية...إلخ) أن يكونوا مستقلين استقلالاً ذاتياً في بعض الأقاليم من ناحية الحكومة والإدارة كحال الأغالبة في تونس مثلاً، ومن يرفض مبدأ الطاعة ذاك يعد خارجياً. أقرّ أبو حفص بالولاء للخلافة العباسية لكنّه فعلياً -بحكم البعد والموقع والمواصلات- كان يحكم إمارته بشكل مُستقل. كان الاستيلاء على إقريطش حدثاً ذا أهميةٍ بالغةٍ إذ غيّر موازين القوى البحرية في شرق المتوسط، فموقعها الاستراتيجي ومساحتها الكبيرة نسبياً (8336 كمᒾ) تتيح المجال لحكمٍ مستقرٍ مكتفٍ ذاتياً قادرٍ على السيطرة على مداخل بحر إيجة ودروبه فاتحاً الباب أمام الإغارات المُتكررة والتهديد المستمر في هذا البحر عظيم الأهمية للقسطنطينيّة، فهو مدخلها من المتوسط وإقريطش بوابة هذا المدخل، ومنها يمكن تهديد الممتلكات البيزنطية في اليونان وتراقيا جدياً وحتى سواحل الأناضول ولاسيما في ظل سيادة العباسيين على قبرص، وبدء فتح صقليّة واستخلاصها من البيزنطيين على يد الأغالبة -انطلاقاً من تونس- في الوقت ذاته تقريباً.
استطاعت الإمارة الوليد احتلال أجزاء من كيكلادس أيضاً خلال سنواتها الأولى، ممّا دفع ميخائيل الثاني إلى تنظيم حملةٍ ضخمةٍ أخرى، وبناء سفنٍ جديدةٍ، وتجنيد أسطولٍ بحري جديدٍ بأكمله. سلّم الإمبراطور قيادة الأسطول إلى أمير البحر أوريفاس الذي تمكّن من طرد المسلمين من جزر بحر إيجة لكنّه فشل في استعادة إقريطش. أرسل ثيوفيلوس (تيوفيل عند المؤرخين العرب) (829-842) خليفة ميخائيل الثاني سفارةً وديةً مع هدايا إلى عبد الرحمن الأوسط حاكم الأندلس مُقترحاً عمليةً عسكريةً مُشتركةً ضد الأندلسيين المنفيين، فقبلها عبد الرحمن وردّ عليها بإرسال سفيره يحيى الغزال بهدايا إلى تيوفيل، وانتهى الأمر عند هذا الحد ولم يفدْ البيزنطيون شيئاً. توالت الخسائر البيزنطية بعد تدمير المسلمين الأسطول البيزنطي بشكلٍ كاملٍ تقريباً قبالةَ جزيرة ثاسوس أقصى شمال البحر الإيجي في تشرين الأول/أكتوبر829م (214هـ) مُفسدين بذلك خطط أوريفاس ومُعرضين سواحل بحر إيجة من جديد لخطر الإغارة. وهاجم أهل إقريطش لاحقاً جزيرة وابية (إيوبيا) المحاذية للمورة (835-840 تقريباً)، وجزيرة لسبوس (837).
اتُخذت تدابير جديدة لمواجهة الخطر الإقريطشي بعد وفاة تيوفيل عام 842 من قبل العرش البيزنطي، فأُنشئت بحريةٌ جديدةٌ عام 843 (228هـ) بغية التعامل مع الغارات العربية الإسلامية، وانطلقت حملةٌ جديدةٌ لاسترداد إقريطش تحت قيادة اللغثيط (الوزير) ثيوكتيستوس شخصياً، وعلى الرغم من نجاحه باحتلال جزءٍ كبيرٍ من الجزيرة بَيْدَ أنّه اضطر للتخلي عن جيشه بعد علمه بمؤامراتٍ سياسيةٍ في القسطنطينية تاركاً قواته تُهزم على أيدي الإقريطشيين. اشتركت عدّة حملاتٍ في عملياتٍ مُنسقّةٍ شرقي المتوسط عام 853 في محاولةٍ لإضعاف المسلمين، وهاجمت القاعدة البحرية المصرية في دمياط واستولت على الأسلحة المُعدّة لدعم إقريطش. ورغمَ تحقيق البيزنطيين بعض النجاحات ضد المسلمين في السنوات اللاحقة، إلا أنّ الإقريطشيين استأنفوا غاراتهم أوائل العقد السابع من القرن التاسع مُستهدفين البيلوبونيز، وكيكلادس، وآثوس. أطلق القيصر البيزنطي بارداس (الرجل الأكثر نفوذاً في القسطنطينيّة) حملةً ضخمةً أخرى عام 866 (252هـ) لإخضاع الإمارة، لكن مقتله على يد باسل الأول بعد أسبوعين فقط من انطلاق الأسطول وضع حداً لخططه.

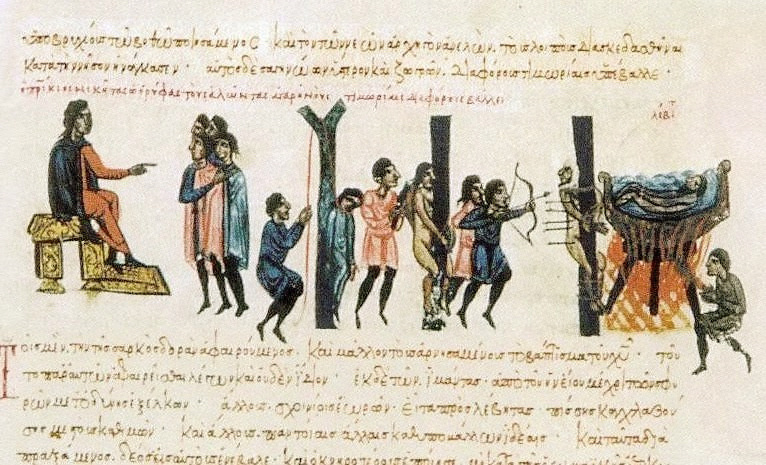
أوريفاس يُعاقب الأسرى المسلمين.

دولة الخلافة الإسلامية وفتوحاتها حتى سنة 945م.

أوائل العقد الثامن (وكان مضى على الفتح الإسلامي أكثر من أربعين عاماً وظهر جيلٌ جديد من أبناء الجزيرة المسلمين) وصلت الغارات الإقريطشية إلى سويةٍ جديدة إذ أبحرت أساطيلهم -التي كان يقود الكثير من سفنها بيزنطيون تحولوا للإسلام- في بحر الأدرياتيك (بين كرواتيا وإيطاليا) ووصلت سواحل دالماسيا (أو دالماشيا) (الساحل الشرقي للبحر الأدرياتيكي). وفي إحدى المرات توغلت أساطيلهم في بحر مرمرة وهاجموا جزيرة مرمرة دونما جدوى. كانت تلك المرة الأولى منذ حصار القسطنطينية عام 717م التي يصل فيها أسطولٌ مسلمٌ حتى هذه المسافة من العاصمة البيزنطية. لكنّ الإمارة تعرضت لهزائمَ ثقيلةٍ عامي 873 و874 (260هـ) على يد الأميرال الجديد نيكيتاس أوريفاس الذي تمكّن من أسر عددٍ من المسلمين بعد إحدى المعارك وقام بتعذيبهم بشدةٍ انتقاماً منهم. وفي الحين ذاته دمّر الأسطول البيزنطي طرسوس. أدت هذه الانتصارات البيزنطية على ما يبدو إلى هدنةٍ مؤقتةٍ، ويبدو أنّ الأمير الثاني شعيب بن عمر (855–880م) اضطر لدفع إتاوةٍ نقديةٍ للبيزنطيين لنحو عقدٍ من الزمان.
استؤنفت الغارات ثانيةً بعد فترةٍ وجيزة، وانضم إلى أسطول الإمارة أساطيلُ من شمال أفريقيا ومن الشام. عانت البيلوبونيز (أو «المورة» وهي شبه الجزيرة اليونانية الرئيسية) كثيراً من الغارات الإسلامية، وكذا وابية وكيكلادس، وتمكّن المسلمون من فرض سيطرتهم على بطمس ومناطق أخرى وأجبروا ناكسوس، وباروس، وإيوس على دفع الجزية. لم يترك الوجود الإسلامي عموماً في هذه المناطق الكثير من الآثار المادية أو الثقافية، لكنّ موجة الغارات هذه تركت أثراً كبيراً في بحر إيجة حيث هُجرت بعض الجزر تماماً، وانتقل سكان السواحل إلى المناطق الداخلية المحمية بشكلٍ أفضل. تزايد خطر الهجمات الإسلامية حتى إنّ أثينا ذاتها كادت تُفتح بين عامي 896-902، وهاجمت عمارةٌ بحريةٌ من الشام مدينة سالونيك في عمق الأراضي البيزنطية وثاني أهم مدن بيزنطة. تعاونت الإمارة بشكلٍ وثيقٍ مع ولاية الشام حيث استخدمت في كثيرٍ من الأحيان قاعدةً بحرية، وعندما عاد الأسطول الشاميّ من سالونيك يحمل الكثير من الأسرى فاق عددهم العشرين ألفاً إلى إقريطش بيعوا فيها عبيداً. تلقت الإمارة أيضاً دعماً قوياً من حكام مصر الطولونية (868-905)، لكنّ خلفاءهم الإخشيديون لم يُعيروها كبير اهتمامٍ. انطلقت حملة بيزنطية أخرى ضد الإمارة فاق حجمها كلّ الحملات السابقة عام 911 (298هـ) مُكونةٌ من أكثر من مئة سفينةٍ، وسبعة آلاف فارسٍ، و34 ألف مُقاتلٍ بحري، وخمسة آلاف ٍمن المردة، وسبعمائة مرتزقٍ روسي، لكنها اضطرت لمغادرة الجزيرة بعد بضعة أشهرٍ فقط من انطلاقها، ثمّ تعرض الأسطول البيزنطي للتدمير في معركةٍ وقعت قبالةَ جزيرة خيوس مع الأسطول الشاميّ.

### نجاح البيزنطيين

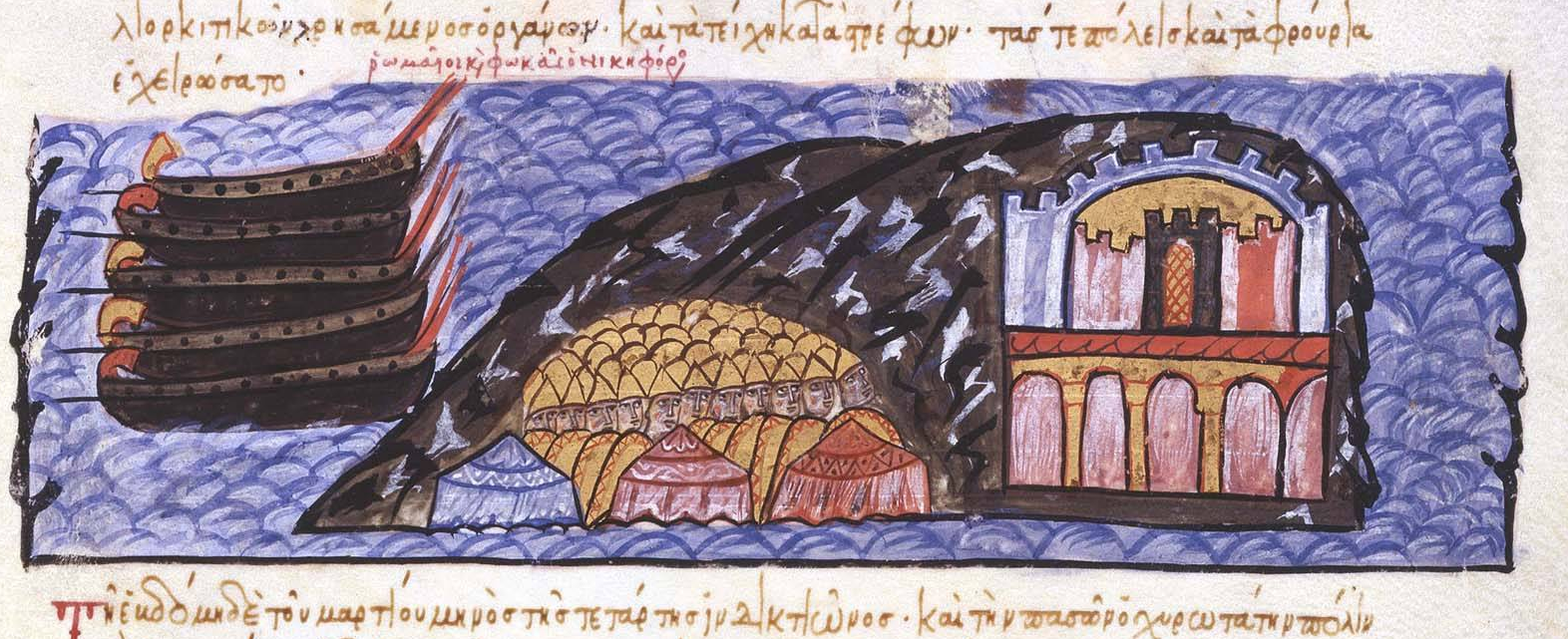
حصار ربض الخندق عاصمة الإمارة ومعقلها الرئيس.

طفت مشكلة غارات إقريطش على السطح من جديد في العقدين الرابع والخامس من القرن العاشر الميلادي، فقد دُمّر جنوب اليونان، وآثوس، والسواحل الغربية من آسيا الصغرى. أرسل قسطنطين السابع نتيجةً لذلك حملةً أخرى عام 949 (337هـ تقريباً) تألفت من 137 سفينةٍ كبيرةٍ شحن بها زهرة ما تحتويه ثغور أوروبا وآسيا البيزنطية من قوات، فبلغ عدد البحارة نحو 9,707 منهم 629 من الروس، و700 أسير من مختلف الأجناس، و3,000 من المردة بالغرب، و1,512 من ثغر كيبريوت والمردة بالشرق، أما القوات البرية فاشتملت على 4,743 جنديٍّ منهم خيرة جند الحرس الإمبراطوري، وجند ثغور مقدونيا وتراقيا، وصقالبة الأبسيق، وأرمن من ثغري الناطليق والتراقسيون، وأنفق فيهم نحو 3,706 من الليرات أو الصوليدوس (عملة بيزنطية) الذهبية، يضاف لذلك مقاديرُ كبيرةٌ من أدوات البحرية والحصار والقتال. ولكنها كسابقاتها باءت بالفشل بعد تعرضها لهجومٍ مفاجئٍ ألحق بها هزيمةً عزاها المؤرخون البيزنطيون لعدم كفاءة قائد الحملة وقلة خبرته. لم يستسلم قسطنطين السابع لخسارته وشرع بإعداد حملةٍ أخرى خلال السنوات الأخيرة من حكمه ولما توفي قبل إتمامها أكملها خلفه رومانوس الثاني، وأوكل قيادتها إلى نقفور الثاني. انطلق نقفور بحملته الضخمة في شهر يونيو أو يوليو من عام 960 ورسا على الجزيرة وألحق الهزيمة بخطوط المقاومة الأولية، وعمل على حصار الجزيرة وعزلها ومنع وصول أي مساعداتٍ لها سواءً من مصر أو الشام أو صقلية، وبعد حصارٍ طويلٍ للعاصمة ربض الخندق (كنديا) استمر حتى شتاء عام 961 الموافق لعام 350 للهجرة، تمكّن البيزنطيون من اقتحام المدينة في 6 آذار/مارس 961.
نهب البيزنطيون المدينة بعد دخولها، ودمّروا مساجدها ودكّوا جدرانها وأسوارها، ووقع مسلمو الجزيرة ما بين قتلٍ واستعبادٍ، وأُخذ الأمير عبد العزيز بن شعيب وابنه النعمان أسيرين إلى القسطنطينية حيث احتفل نقفور بنصره. حُوّلت إقريطش إلى ثيمة (مقاطعة بيزنطية)، وأُجبر من تبقى من المسلمين على الدخول في المسيحية. وكان ممّن ترك دينه النعمان بن عبد العزيز ابن الأمير الذي التحق بالجيش البيزنطي وقُتل في إحدى المعارك عام 972 تقريباً، أمّا والده فمات بالقسطنطينية أسيراً بعد بضع سنواتٍ دون أن يترك دينه.

## الإرث

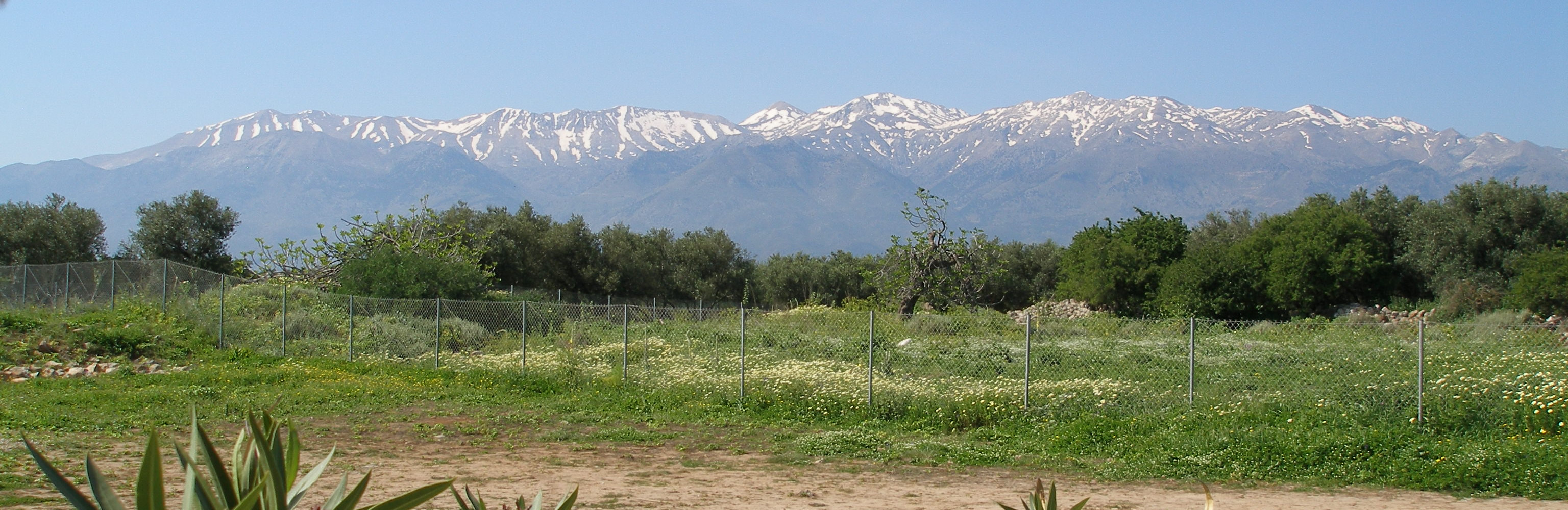
صورة من جزيرة كريت.

لايزال العهد الإسلامي في إقريطش غامضاً بعض الشيء بسبب قلة الأدلة والشواهد المتعلقة بتاريخ الوضع الداخلي للإمارة الإسلامية. وبخلاف القليل من الأماكن التي تُشير إلى وجود المسلمين لم يبقَ أي موقعٍ أثريٍّ هامٍّ من تلك الفترة. يُعزى ذلك على الأغلب لتدمير البيزنطيين الجزيرة بعد احتلالهم. ولقلة المصادر التاريخية نجد المؤرخين مُضطرين أحياناً كثيرة للاعتماد فقط على المصادر البيزنطية التي صوّرت الإمارة كعدوٍّ يعيش على القرصنة وتجارة الرقيق والجزيرة «عُشّاً للقراصنة». والحق إن إمكانات إقريطش الاقتصادية والعسكرية لاتسمح لها بالوقوف وجهاً لوجهٍ مع بيزنطة في حربٍ طويلة الأمد، فكان خيرُ وسيلةٍ اعتماد أسلوب (تكتيك) الغارات المفاجئة (مبدأ الكر والفر) والحرص على إبقاء الأسطول البيزنطي ضعيفاً ومشتتاً باستغلال الوضع الجيواستراتيجي لليونان فهي صغيرة المساحة نسبياً (نحو 132 ألف كمᒾ) شاسعة السواحل (الحادية عشرة عالمياً في طول السواحل) ما يفقدها العمق الاستراتيجي لصد أي هجومٍ مباغت، فضلاً عن جزرها العديدة المتناثرة.
من ناحيةٍ أخرى صورت المصادر الإسلامية القليلة إقريطش إمارةً ذات اقتصادٍ مُتطورٍ وصلاتٍ تجاريةٍ واسعةٍ، وثمة أدلة تُشير إلى أن ربض الخندق كانت مركزاً ثقافياً يحظى ببعض الأهمية. كما تُشير النقود الذهبية والفضية والنحاسية الباقية من تلك الحقبة ذات الوزن والشكل الثابت تقريباً (دلالةً على الكفاءة والالتزام القانوني بمعايير سك العملة وهو ما لايتوافر ذاك الوقت إلا لدولةٍ مزدهرةٍ اقتصادياً ذات سيادةٍ ومنعةٍ ودخلٍ مستقر) تُشير هذه العملات إلى اقتصادٍ مزدهرٍ ومستوى معيشي مرتفعٍ للسكان. عزز من اقتصاد الإمارة التجارة المكثفة مع العالم الإسلامي ومصر على الخصوص، فكانت مراكب أهل إقريطش «تمير أهل مصر بخيرات جزيرتهم وأطعمتهم، وكانت هداياهم تصل إلى ولاة مصر»، وكان يُحمل من إقريطش العسل والنحل والجبن الكثير إلى مصر والشام، ويُسمى بلغة الفرنج «كنْديا» نسبة إلى مدينة كنديا أو الخندق قاعدة (أي عاصمة) إقريطش. وربما يمكن إضافة الرقيق وزيت الزيتون لقائمة صادراتها. ازدهرت الإمارة زراعياً وكانت منتوجاتها تصل إلى مختلف أنحاء العالم الإسلامي، ومن الممكن أن يكون قصب السكر قد قدم الجزيرة ذاك الوقت. إن الأمثلة العديدة التي تقدمها لنا الفتوحات الإسلامية من انتشار الثقافة والمدنية وأسباب الحضارة وأبرزها فتح صقليّة البارز تاريخياً والمعاصر لإقريطش والذي بقيت آثاره إلى ما بعد سقوطها بيد النورمان بنحو ثلاثة قرون، وطول عهد الإمارة لما يقرب من ستة أجيالٍ يرجح قيام دولةٍ مستقرةٍ ذات منعةٍ وشكيمةٍ، وحكومةٍ مركزيةٍ فعالةٍ خاصةً وأن الزراعة في كريت قطاعٌ نشطٌ منذ القدم لكثيرٍ من السكان المحليين.
بقي مصير مسيحيي الجزيرة بعد غزو الأندلسيين غير واضح، ففي حين تذكر بعض المصادر أنّ معظمهم اعتنق الإسلام أو طُرد منها (الأدلة المشابهة في الأمصار الإسلامية من توفر جالياتٍ مسيحيةٍ ويهوديةٍ تتمتع ياحترامٍ وحريةٍ يجعل هذا الاحتمال واهياً) تُشير المصادر الإسلامية إلى استمرار الوجود المسيحي على أرض الجزيرة إبان الحقبة الإسلامية، لكنّ المصادر نفسها تُشير إلى أنّ غالبية السكان كانوا من المسلمين سواءً من أحفاد الأندلسيين (وهم أقلية إذ لم يقدّروا منذ البدء بأكثر من خمسة عشر ألفاً)، أو من المهاجرين الجدد، أو من معتنقي الإسلام (من السكان المحليين أو الروم المهاجرين من البر الأوروبي).

## قائمة الأمراء
يُظهر الجدول الآتي قائمة الأمراء حسب المصادر العربية والبيزنطية، ومن خلال القطع النقدية التي تعود إلى عهودهم بصورة رئيسية. لذا فإن تواريخ حكمهم تقريبية وغير دقيقة تماماً:
| الاسم                           | فترة الحكم     |
| ------------------------------- | -------------- |
| أبو حفص عمر البلّوطي             | 827م/828 – 855 |
| شعيب بن عمر                     | 855 – 880      |
| أبو عبد الله عمر الثاني بن شعيب | 880 – 895      |
| محمد بن شعيب                    | 895 – 910      |
| يوسف بن عمر الثاني              | 910 – 915      |
| علي بن يوسف                     | 915 – 925      |
| أحمد بن عمر الثاني              | 925 - 940      |
| شعيب الثاني بن أحمد             | 940 - 943      |
| علي بن أحمد                     | 943 - 949      |
| عبد العزيز بن شعيب الثاني       | 949–961        |

## مواضيع ذات علاقة
- الإسلام في جزيرة كريت
- قائمة السلالات الحاكمة الإسلامية السنية
- أسطول الخلافة المبكرة